# Charibert II.

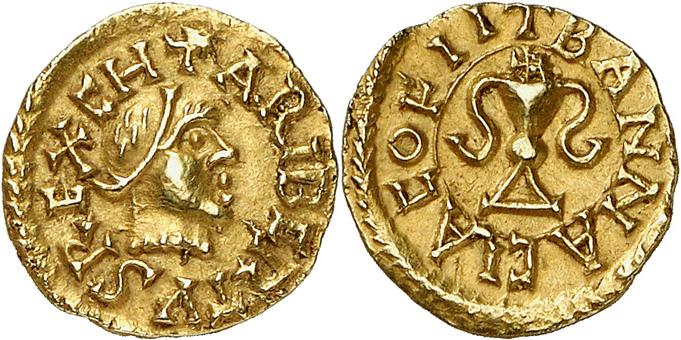
Ein Tremissis mit dem Portraitbild Chariberts II.

Charibert II. (* um 614; † 8. April 632) war von 629 bis 632 merowingischer Unterkönig in Aquitanien (Toulouse).

## Leben
Charibert II. war ein Sohn des fränkischen Königs Chlothar II. und der Bertetrud. Nach dem Tod seines Vaters 629/630 wurde das Frankenreich nicht wie bisher üblich unter den beiden Söhnen aufgeteilt, sondern Dagobert I., der ältere der beiden, trat die Nachfolge im Gesamtreich an. Charibert erhielt auf Druck des neustrischen Adels und seines Onkels Brodulf ein Unterkönigreich in Aquitanien. Dagobert willigte ein, aber ließ darauf Brodulf umbringen. Im Jahr 631 bekämpfte Charibert in der Gascogne erfolgreich die Basken. Nach Chariberts Tod wurde das Unterkönigreich auch gleich wieder aufgelöst, da sein Sohn Chilperich kurz nach ihm ebenfalls starb. Es wird vermutet, dass sowohl Charibert als auch sein Sohn Chilperich im Auftrag Dagoberts ermordet wurden.
Charibert II. wurde in der Basilika Saint-Romain in Blaye an der Gironde beerdigt.